# Румниеце, Берта Фрицевна
Берта Фрицевна Ру́мниеце (1865—1953) — советская латышская актриса. Народная артистка Латвийской ССР (1945). Лауреат Сталинской премии второй степени (1948). Один из основоположников национального театрального искусства.

## Биография
Б. Ф. Румниеце родилась 9 (21 октября) 1865 года в Айзкраукле (ныне Латвия). С 1883 года выступала на сцене Рижского латышского театра, Новом Рижском театре. С 1919 года в Латвийском театре драмы.
Б. Ф. Румниеце умерла 8 марта 1953 года в Риге.

## Роли в театре
- «Блудный сын» Р. М. Блауманиса — Ажа
- «Индраны» Р. М. Блауманиса — Индраниха
- «Огонь и ночь» Я. Райниса — Ведьма
- «Вей, ветерок!» Я. Райниса — Туше
- «Глина и фарфор» А. П. Григулиса — мать Крусы
- «На всякого мудреца довольно простоты» А. Н. Островского — Глафира Климовна Глумова
- «Гибель „Надежды“» Г. Хейерманса — Книртье

## Награды и премии
- Орден Трёх звёзд III степени (1932)
- народная артистка Латвийской ССР (1945)
- Сталинская премия второй степени (1948) — за исполнение роли матери Крусы в спектакле «Глина и фарфор» А. П. Григулиса
- орден Ленина (1950)
- орден Трудового Красного Знамени (22.10.1945)
- медали